# Mieczysław Wyszkowski
Mieczysław Wyszkowski (ur. 9 grudnia 1918 w Nowym Sączu, zm. 28 maja 1976 w Warszawie) – porucznik pilot Wojska Polskiego, kapitan (ang. Flight Lieutnant) Królewskich Sił Powietrznych, kawaler Orderu Virtuti Militari.

## Życiorys
Urodził się 9 grudnia 1918 w Nowym Sączu, w rodzinie Władysława i Marii z domu Nałęcz-Koczanowicz. Szkołę powszechną ukończył w 1931 Chełmży, następnie uczęszczał do Gimnazjum im. Mikołaja Kopernika w Toruniu. W 1935 odbył szkolenie szybowcowe w Fordonie, gdzie uzyskał uprawnienia pilota szybowcowego kat. A i B. W 1936 odbył kurs pilotażu samolotów silnikowych w ramach Przysposobienia Wojskowo-Lotniczego i latał w Aeroklubie Pomorskim w Toruniu. Po maturze w 1938 ukończył Dywizyjny Kurs Podchorążych Rezerwy 19 DP przy 77 pułku piechoty w Lidzie. Następnie został przyjęty do Szkoły Podchorążych Lotnictwa w Dęblinie.
Wybuch wojny uniemożliwił mu otrzymanie promocji. W kampanii wrześniowej nie walczył, wraz z grupą około 150 podchorążych został ewakuowany. 19 września przekroczył granicę Rumunii, gdzie został internowany. W krótkim czasie wydostał się z obozu i drogą przez Jugosławię i Grecję przedostał się do Francji, 23 października 1939 przybył do Marsylii.
1 marca 1940 rozpoczął szkolenie lotnicze w ośrodku szkoleniowym Base Aerienne No 103 w Châteauroux. 22 maja wszedł w skład patrolu broniącego bazy, ale nie wykonywał lotów bojowych. 17 czerwca został ewakuowany do Bordeaux a następnie do Wielkiej Brytanii, dotarł tam 27 czerwca. Otrzymał numer służbowy RAF 783670 i polski P-1584. Początkowo odbył kurs na stacji RAF Weeton, w październiku 1940 odbył kolejne szkolenie w 15 Elementary Flying Training School (EFTS) w Carlisle. 15 stycznia 1941 trafił do 25 (Polish) Elementary Flying School (PEFS) w Hucknall. Następnie przydzielono go jako pilota do szkoły strzelców 1 Air Gunners School (AGS) w Manby, z której został przeniesiony do 58 Operational Training Unit (OTU) w Grangemouth. 26 sierpnia 1941 otrzymał przydział do dywizjonu 303, 18 września został przeniesiony do dywizjonu 306, a 23 września 1941 do dywizjonu 316. W czasie służby w tym dywizjonie zgłosił zestrzelenie 3 samolotów na pewno oraz jednego prawdopodobnie. 15 sierpnia 1942 otrzymał przydział do dywizjonu 306, gdzie 1 września otrzymał awans na stopień porucznika. 20 listopada 1942 został skierowany do brytyjskiego 195 dywizjonu na stanowisko oficera taktycznego. W styczniu 1943 zgłosił się do walk w Afryce w ramach Polskiego Zespołu Myśliwskiego. Podczas walk w Afryce zgłosił prawdopodobne zestrzelenie jednego samolotu nieprzyjaciela. 18 kwietnia 1943 został trafiony przez artylerię przeciwlotniczą a następnie zestrzelony przez pilota z 7./JG 53, Uffz. Georg Amona. Ranny dostał się do niewoli, został ewakuowany do Włoch. Po leczeniu w Neapolu trafił do Dulag Luft pod Frankfurtem nad Menem a następnie do Stalag Luft III w Żaganiu, a później do Stalagu Luft IV również w okolicach Żagania. Wraz ze zbliżaniem się frontu wschodniego został przeniesiony do Tychowa, a następnie ewakuowany w głąb Niemiec. Obóz, w którym przebywał został wyzwolony na początku maja 1945 przez oddziały Armii Czerwonej. Powrócił do Anglii i otrzymał przydział do dywizjonu 309, a następnie do dywizjonu 315.
Po rozwiązaniu Polskich Sił Powietrznych w Wielkiej Brytanii kontynuował służbę w Royal Air Force. Przeszedł przeszkolenie dla pilotów rozprowadzających (ferry pilot) i oblatywaczy (test pilot), pracował też jako pilot specjalny (tzn. pilotował samoloty z VIP-ami). Posiadał uprawnienia do pilotowania samolotów wielosilnikowych oraz odrzutowych. Służbę w RAF zakończył w 1949 i powrócił do Polski. Do momentu demobilizacji wylatał 1850 godzin na 44 różnych typach samolotów.

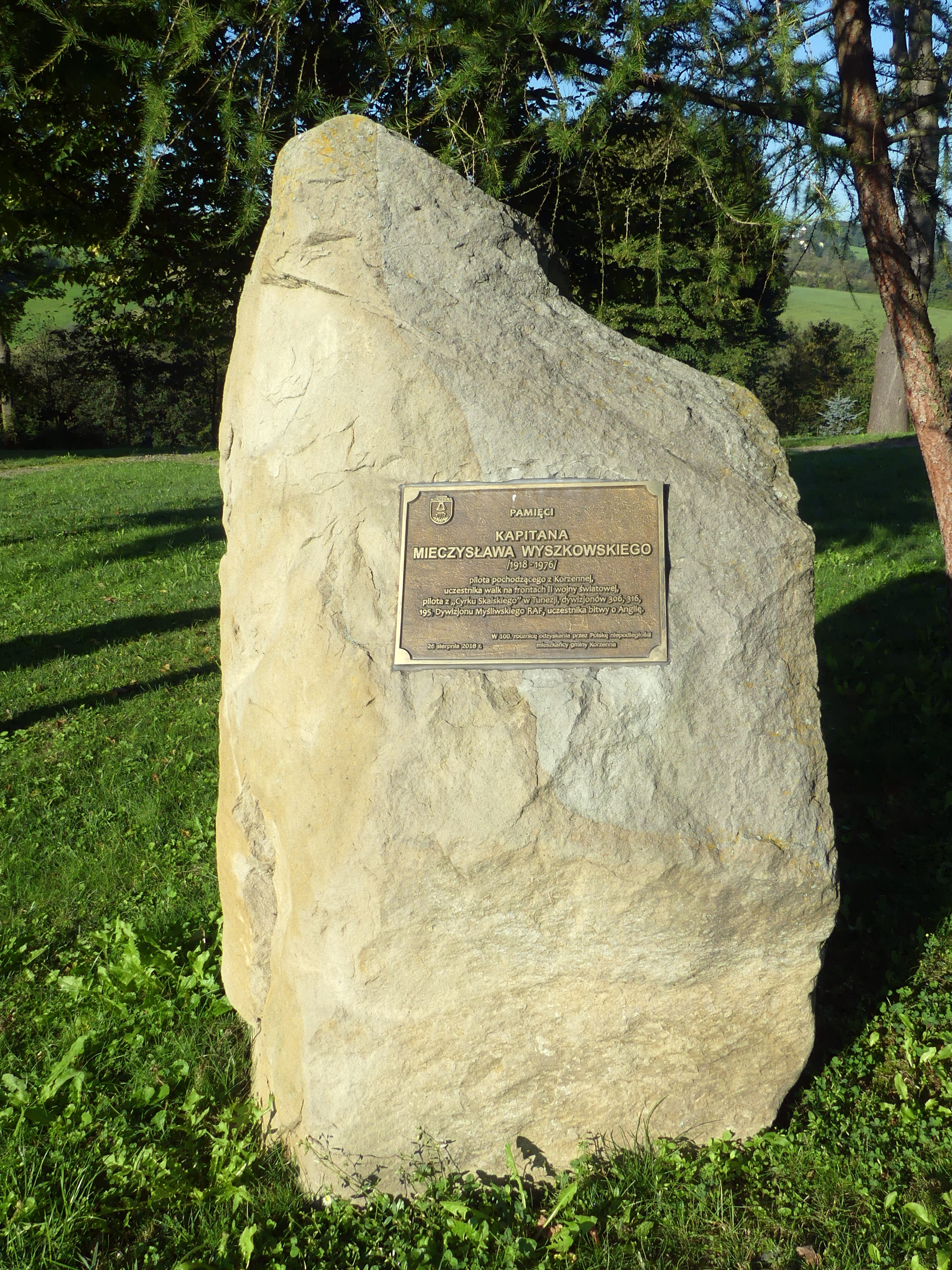
Pomnik upamiętniający w Korzennej

Po powrocie do Polski pracował początkowo jako pilot w PLL LOT, ale został zwolniony. Do latania powrócił w 1956, kiedy to ponownie został zatrudniony w LOT. Jako były żołnierz PSZ był inwigilowany przez Ministerstwo Bezpieczeństwa Publicznego i Służbę Bezpieczeństwa PRL w latach 1950–1971. Materiały archiwalne z tego okresu znajdują się w Instytucie Pamięci Narodowej i są oznaczone sygnaturą IPN BU 0423/2512. Po ciężkiej chorobie zmarł 28 maja 1976 w Warszawie. W 2018 roku w Korzennej został odsłonięty pomnik upamiętniający pilota Mieczysława Wyszkowskiego.

## Zwycięstwa powietrzne
Na liście Bajana figuruje na 68. pozycji z 3 zniszczonymi samolotami, 2 prawdopodobnie i 1 uszkodzonym.
Chronologiczny wykaz zwycięskich walk powietrznych:
Zestrzelenia pewne:
- Bf-109 – 13 marca 1942
- Bf-109 – 10 kwietnia 1942
- Fw-190 – 25 kwietnia 1942

Zestrzelenia prawdopodobne:
- Fw-190 – 3 czerwca 1942
- Bf-109 – 6 kwietnia 1943

Uszkodzenia:
- Fw-190 – 25 kwietnia 1942

## Ordery i odznaczenia
- Krzyż Srebrny Orderu Virtuti Militari[4] nr 11569
- Krzyż Walecznych[4] czterokrotnie
- Medal Lotniczy dwukrotnie
- Polowy Znak Pilota
- Odznaka za Rany i Kontuzje
- brytyjski Distinguished Flying Cross

## Książki autorstwa Mieczysława Wyszkowskiego
- Polskie skrzydła nad Anglią, Wydawnictwo Ministerstwa Obrony Narodowej, Warszawa 1957; wydanie 2009, ZP Grupa, Warszawa, ISBN 978-83-61529-51-4
- Pod obcym niebem, Wydawnictwo Nasza Księgarnia, Warszawa 1970, OCoLC 839158526
- Ostatni lot, Wydawnictwo Nasza Księgarnia, Warszawa 1970, OCoLC 169865849
- Nie wszyscy szczęśliwie wracają do bazy.